# Cleora tella
Cleora tella är en fjärilsart som beskrevs av West 1929. Cleora tella ingår i släktet Cleora och familjen mätare. Inga underarter finns listade i Catalogue of Life.